# Calcio ai I Giochi della penisola del Sud-est asiatico
Il torneo di calcio ai I Giochi della penisola del Sud-est asiatico si tenne fra il 13 e il 17 dicembre 1959 a Bangkok.

## Risultati

### Fase a gruppi
| Squadra         | width=20G | W | N | P | GF | GS | GD | Punti |
| --------------- | --------- | - | - | - | -- | -- | -- | ----- |
| Vietnam del Sud | 3         | 2 | 0 | 1 | 8  | 2  | +6 | 4     |
| Thailandia      | 3         | 2 | 0 | 1 | 8  | 7  | +1 | 4     |
| Malaysia        | 3         | 2 | 0 | 1 | 5  | 5  | 0  | 4     |
| Burma           | 3         | 0 | 0 | 3 | 3  | 10 | -7 | 0     |

| 13 dicembre 1959 | Malaysia | 2 – 1 | Burma |  |

| 13 dicembre 1959 | Vietnam del Sud | 4 – 0 | Thailandia |  |

| 14 dicembre 1959 | Vietnam del Sud | 3 – 0 | Burma |  |

| 14 dicembre 1959 | Thailandia | 3 – 1 | Malaysia |  |

| 15 dicembre 1959 | Malaysia | 2 – 1 | Vietnam del Sud |  |

| 15 dicembre 1959 | Thailandia | 5 – 2 | Burma |  |

### Finale
| 17 dicembre 1959 | Vietnam del Sud | 3 – 1 | Thailandia |  |

## Medaglie
| Oro             | Argento    |
| --------------- | ---------- |
| Vietnam del Sud | Thailandia |